# Martin Ivičič
Martin Ivičič (ur. 17 lutego 1976) – słowacki hokeista, reprezentant Słowacji.

## Kariera klubowa
- HK 36 Skalica (1995–1996)
- HC Dukla Senica (1996–1997)
- HK 36 Skalica (1997)
- HC Dukla Senica (1997–1998)
- HK 36 Skalica (1998–1999)
- Berounští Medvědi (1999–2001)
- HK 36 Skalica (2001–2004)
- HC Dukla Trenczyn (2004–2005)
- ŠHK 37 Piešťany (2005)
- MHC Martin (2005)
- HK 36 Skalica (2005–2009)
- Podhale Nowy Targ (2009–2010)
- Ciarko KH Sanok (2010–2011)
- JKH GKS Jastrzębie (2011–2012)
- HC Dukla Senica (2012–2014)

Do 2011 zawodnik Ciarko KH Sanok. Od czerwca 2011 roku zawodnik JKH GKS Jastrzębie. Od sezonu 2012/2013 zawodnik HC Dukla Senica.
W reprezentacji Słowacji rozegrał 5 spotkań.

## Sukcesy
Klubowe
- Brązowy medal mistrzostw Słowacji: 1999, 2008 z HK 36 Skalica
- Srebrny medal mistrzostw Słowacji: 2009 z HK 36 Skalica
- Brązowy medal mistrzostw Polski: 2008, 2009 z Podhalem Nowy Targ
- Złoty medal mistrzostw Polski: 2010 z Podhalem Nowy Targ
- Puchar Polski: 2010 z Ciarko KH Sanok